# Wyszli coś zjeść
Wyszli coś zjeść – album studyjny polskiego zespołu hip-hopowego Rasmentalism. Wydawnictwo ukazało się 13 kwietnia 2015 roku nakładem wytwórni muzycznej Asfalt Records w dystrybucji Warner Music Poland. Premierę poprzedziły single „Film o nikim” i „Wyjdziesz na dwór?”, które ukazały się 21 listopada 2014 roku w formie digital download.
Płyta została w całości wyprodukowana przez Menta, natomiast miksowanie i mastering wykonał Marek Dulewicz. Gościnnie w nagraniach wzięli udział m.in.: duet Dwa Sławy oraz raperzy Quebonafide i Sokół. Oprawę graficzną albumu wykonał Grzegorz „Forin” Piwnicki.
W przedsprzedaży do zamówionego albumu został dołączony, limitowany do 2 tys. egzemplarzy singel „Nie jestem raperem” / „Wyjdziesz na dwór?”.

## Lista utworów
Opracowano na podstawie materiału źródłowego.
1. „Budzik na 13:00” (cuty: DJ Ike) – 2:11
2. „Wyjdziesz na dwór?” (gościnnie: Quebonafide) – 3:26
3. „Ryzyko wróg najgorszy” – 2:43
4. „Nie jest tak” (gościnnie: Sokół) – 3:46
5. „Mur przy wolnym” – 2:47
6. „Na horyzoncie” (gościnnie: Tomson) – 4:05
7. „System interwałów” (gościnnie: Klaudia Szafrańska) – 3:26
8. „Nocny” – 2:49
9. „Film o nikim” – 2:57
10. „Nie jestem raperem” (gościnnie: Dwa Sławy, The Voices, keyb. DJ Tort) – 4:07
11. „Byłoby łatwiej” (keyb. DJ Tort) – 3:16
12. „Dna butelek” (gościnnie, keyb.: Sławek Uniatowski) – 4:00
13. „On nie ja” (trąbka: Rafał Gańko, gościnnie: Sarius) – 3:14
14. „Świat zwariował w 29 lat” – 3:32